# Kimco Realty
 (avril 2021).
Kimco Realty est une entreprise américaine spécialisée dans la gestion de centre-commerciaux.

## Histoire
En avril 2021, Kimco Realty annonce l'acquisition de Weingarten Realty Investors, une autre entreprise américaine spécialisée dans la gestion des centre-commerciaux, pour 3,87 milliards de dollars, créant un ensemble propriétaire de 559 centres commerciaux.